# Lactura pyrilampis
Lactura pyrilampis is een vlinder uit de familie van de Lacturidae. De wetenschappelijke naam van de soort is voor het eerst geldig gepubliceerd in 1886 door Meyrick.